# Сентертон (Арканзас)
Сентертон (англ. Centerton, Arkansas) — город, расположенный в округе Бентон (штат Арканзас, США) с населением в 2146 человек по статистическим данным переписи 2000 года.

## География
По данным Бюро переписи населения США город Сентертон имеет общую площадь в 10,36 квадратных километров, водных ресурсов в черте населённого пункта не имеется.
Город Сентертон расположен на высоте 382 метра над уровнем моря.

## Демография
По данным переписи населения 2000 года в Сентертоне проживало 2146 человек, 602 семьи, насчитывалось 730 домашних хозяйств и 796 жилых домов. Средняя плотность населения составляла около 206 человек на один квадратный километр. Расовый состав Сентертона по данным переписи распределился следующим образом: 96,37 % белых, 0,14 % — чёрных или афроамериканцев, 0,93 % — коренных американцев, 0,19 % — азиатов, 1,68 % — представителей смешанных рас, 0,70 % — других народностей. Испаноговорящие составили 4,05 % от всех жителей города.
Из 730 домашних хозяйств в 50,5 % — воспитывали детей в возрасте до 18 лет, 69,3 % представляли собой совместно проживающие супружеские пары, в 10,3 % семей женщины проживали без мужей, 17,4 % не имели семей. 13,3 % от общего числа семей на момент переписи жили самостоятельно, при этом 3,7 % составили одинокие пожилые люди в возрасте 65 лет и старше. Средний размер домашнего хозяйства составил 2,94 человек, а средний размер семьи — 3,23 человек.
Население города по возрастному диапазону по данным переписи 2000 года распределилось следующим образом: 34,6 % — жители младше 18 лет, 7,5 % — между 18 и 24 годами, 38,5 % — от 25 до 44 лет, 13,1 % — от 45 до 64 лет и 6,3 % — в возрасте 65 лет и старше. Средний возраст жителей составил 29 лет. На каждые 100 женщин в Сентертоне приходилось 94,6 мужчин, при этом на каждые сто женщин 18 лет и старше приходилось 91,8 мужчин также старше 18 лет.
Средний доход на одно домашнее хозяйство в городе составил 46 600 долларов США, а средний доход на одну семью — 50 000 долларов. При этом мужчины имели средний доход в 31 216 долларов США в год против 22 731 доллар среднегодового дохода у женщин. Доход на душу населения в городе составил 17 530 долларов в год. 6,2 % от всего числа семей в округе и 7,7 % от всей численности населения находилось на момент переписи населения за чертой бедности, при этом 10,1 % из них были моложе 18 лет и 5,8 % — в возрасте 65 лет и старше.